# Отварной осьминог

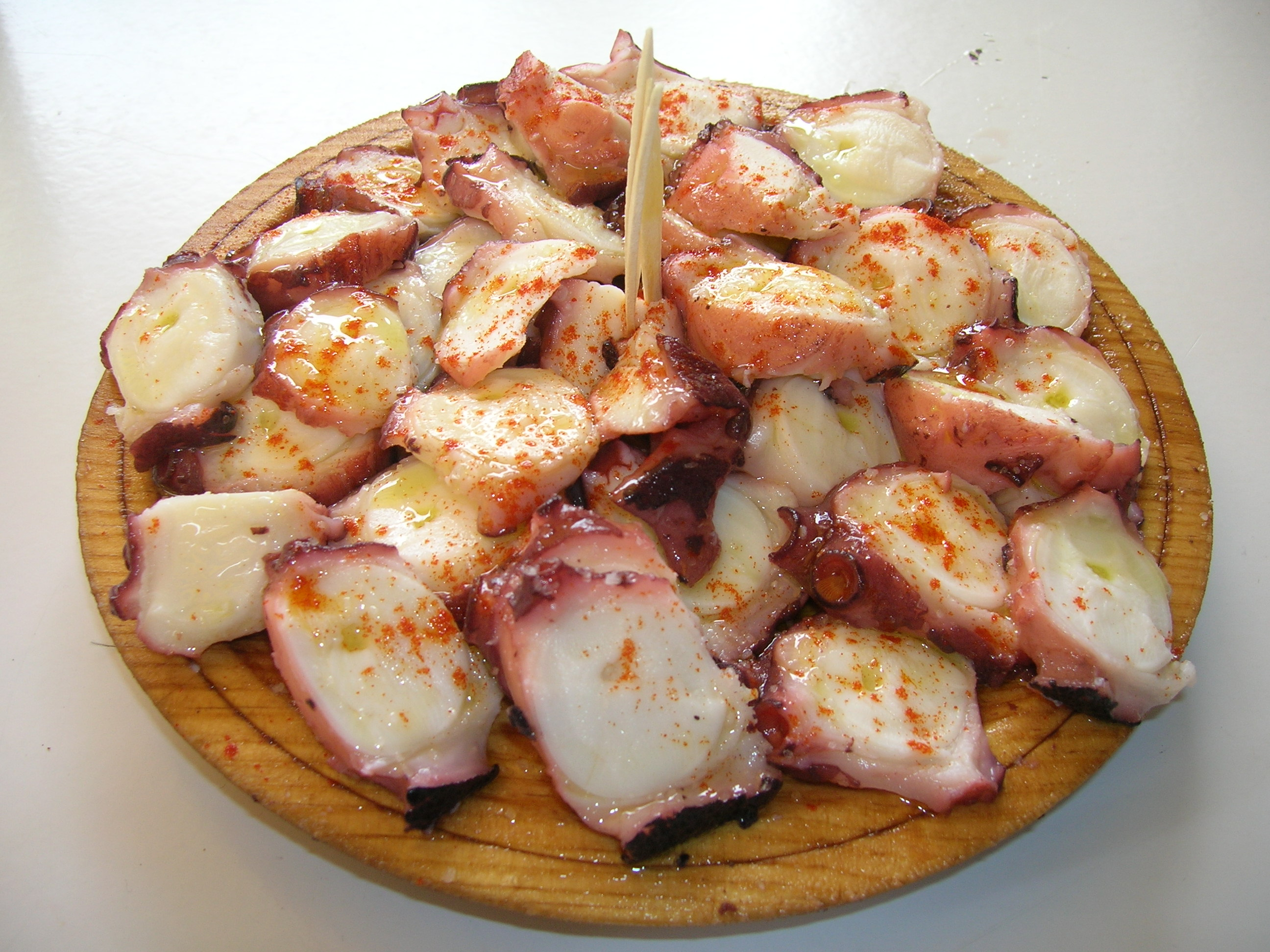
Осьминог по-ярмарочному, сервированный традиционно на деревянной тарелке

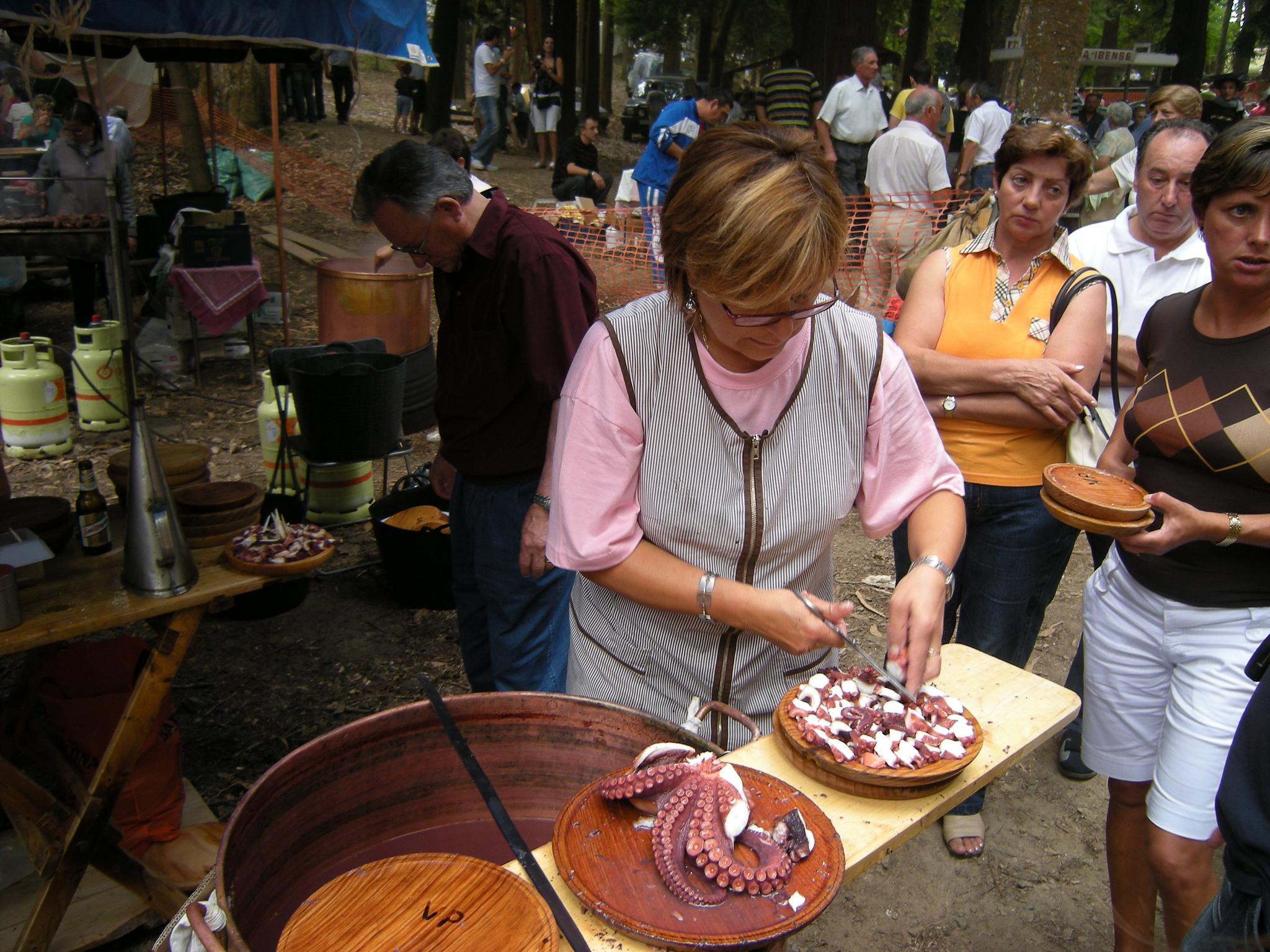
Нарезка осьминога ножницами на фестивале в Карбальино

Отварной осьминог (галис. polbo á feira — «осьминог по-ярмарочному», исп. pulpo a la gallega — «осьминог по-галисийски») — характерное горячее блюдо галисийской кухни из отваренных и нарезанных кружочками щупалец обыкновенного осьминога, приправленных оливковым маслом и острым перцем или сладкой паприкой. Отварной осьминог — типичное блюдо на галисийских ярмарках и популярный тапас. Если приготовленный таким образом «осьминог по-ярмарочному» гарнировать отварным картофелем «качелос», получится «осьминог по-галисийски».
Обыкновенные осьминоги, обитающие в холодных водах у скалистых берегов Галисии, считаются лучшими: у них самые длинные и мускулистые щупальца. Тем не менее, спрос на осьминогов в Галисии настолько велик, что местные рыбаки обеспечивают его не более, чем на треть. По данным проекта Cephs&Chefs, в 2010—2018 годах доля испанского осьминога составляла 10 % от сбытых за эти годы более чем 20 млн кг продукта. Испания импортирует осьминогов из разных стран, в частности, из Мавритании, Марокко и Западной Сахары. Фирменное блюдо галисийской кухни — родом из Леона и Эстремадуры. Погонщики скота-марагаты возили в Галисию оливковое масло и перец и закупали там сушёного осьминога. На ярмарках скота они питались тем, что было: вымачивали сушёного осьминога, варили его и заправляли маслом и перцем. Вскоре рецепт прижился в самой Галисии.
Приготовлением осьминогов в Галисии по традиции занимаются преимущественно женщины, их называют «осьминожницами» (галис. polbeira, исп. pulpera). Для варки осьминогов традиционно используются медные котлы, готовых осьминогов достают из них железными крюками и нарезают щупальца на кружочки ножницами. Картофель отваривают в том же бульоне из-под осьминогов на специальных решётках. Традиционные круглые деревянные тарелки под осьминогов перед сервировкой окунают в котёл, чтобы они подогрелись и не впитывали масло. При кажущейся простоте рецепта для приготовления осьминога необходимы определённые навыки. Свежих осьминогов для мягкости предварительно замораживают или отбивают скалкой, что нашло отражение в испанском фразеологизме «сделать из кого-то осьминога» (исп. poner a alguien como un pulpo) — «отдубасить». Чтобы у осьминога не лопнула кожа, его трижды «пугают»: перед закладкой в котёл его сначала окунают в кипяток три раза на две-три секунды, а готовность проверяют надавливанием на щупальце. Осьминога нарезают кусочками толщиной в один-два сантиметра, более тонкими в толстой части щупальца и более толстыми — в тонкой.
Отварной осьминог выступает главным угощением на городском празднике в честь святого Фройлана, покровителя Луго. С 1962 года в Карбальино в провинции Оуренсе ежегодно в августе проходит фестиваль осьминога, посетители которого съедают 25—30 тыс. кг отварного осьминога. Праздник в городке, находящемся в 80 километрах от побережья Атлантического океана, воспроизводит средневековую традицию оплаты дани местному монастырю Осера за пользование его прибрежными угодьями. В 2016 году осьминог по-галисийски занял третье место в рейтинге семи гастрономических чудес Испании по результатам интернет-голосования, организованного компанией Allianz Global Assistance, уступив только хамону и папас арругадас. В 2021 году почта Испании выпустила почтовую марку из серии «Испания в 19 блюдах» с изображением «иконы галисийской кухни».